# Liste der Baudenkmäler in Glattbach
Auf dieser Seite sind die Baudenkmäler in der unterfränkischen Gemeinde Glattbach zusammengestellt. Diese Tabelle ist eine Teilliste der Liste der Baudenkmäler in Bayern. Grundlage ist die Bayerische Denkmalliste, die auf Basis des Bayerischen Denkmalschutzgesetzes vom 1. Oktober 1973 erstmals erstellt wurde und seither durch das Bayerische Landesamt für Denkmalpflege geführt wird. Die folgenden Angaben ersetzen nicht die rechtsverbindliche Auskunft der Denkmalschutzbehörde.
 Diese Liste gibt den Fortschreibungsstand vom 15. April 2020 wieder und enthält 3 Baudenkmäler.

## Baudenkmäler nach Ortsteilen

### Glattbach
| Lage                        | Objekt                                    | Beschreibung | Akten-Nr.             | Bild           |
| --------------------------- | ----------------------------------------- | --- | --------------------- | -------------- |
| Hauptstraße 112 (Standort)  | Katholische Pfarrkirche Mariä Himmelfahrt | Saalbau aus unverputzten Rotsandsteinquadern, neugotisch, nach Plänen von Fröhlich 1901/02; anstelle eines Vorgängerbaus von 1727; mit Ausstattung | D-6-71-120-2 Wikidata | weitere Bilder |
| Hauptstraße 114 (Standort)  | Wohnhaus                                  | Zweigeschossiger giebelständiger Fachwerkbau über hohem Bruchsteinsockel, 2. Hälfte 18. Jh.                                                        | D-6-71-120-3          | Wohnhaus       |
| Unteres Eisickel (Standort) | Kapelle                                   | Kleiner Massivbau mit Glockendach, Anfang 20. Jahrhundert                                                                                          | D-6-71-120-1 Wikidata | Kapelle        |